# Portland, Arkansas
Portland là một thành phố thuộc quận Ashley, tiểu bang Arkansas, Hoa Kỳ. Năm 2010, dân số của thành phố này là 430 người.

## Dân số
- Dân số năm 2000: 552 người.
- Dân số năm 2010: 430 người.